# Прокопенко Ольга Володимирівна
Ольга Володимирівна Прокопенко — доктор економічних наук, професор
Народилася 4 травня 1974 р. у м. Суми. Педагогічну діяльність почала у 1998 р. у Сумському державному університеті (СумДУ) на посаді асистента кафедри економіки.
Вчені ступені, звання:
- Кандидат економічних наук з 2001 р.
- Вчене звання доцента кафедри маркетингу присвоєно у 2004 р.
- Доктор економічних наук з 2009 р.
- Вчене звання професора кафедри економічної теорії присвоєно у 2010 р.

Посади:
 — декан факультету економіки та менеджменту Сумського державного університету (2010—2016), 
 — завідувач кафедри економічної теорії Сумського державного університету (з 2009 р.),
- професор Вищої школи економіко-гуманітарної (м. Бєльско-Бяла, Польща) (з 2013 р.).

Публікації: понад 300 друкованих праць.

Підготовка наукових кадрів: під її керівництвом захищено 1 дисертація доктора наук і 9 дисертацій кандидатів наук.

## Нагороди
Лауреат Гранту Президента України (2007 р.); 

двічі лауреат стипендії Кабінету Міністрів України (2005—2007 рр., 2008—2010 рр.);
золота медаль і сертифікат заслуженого професора Вищої школи економіко-гуманітарної (2014 р.).

## Членство в професійних організаціях
Прокопенко О. В. входить до складу спеціалізованої ради по захисту дисертацій на здобуття наукового ступеня доктора економічних наук зі спеціальностей 08.00.04, 08.00.06 при Сумському державному університеті; засновник і член Міжнародної асоціації сталого розвитку (м. Варна, Болгарія).

## Робота в редколегіях наукових журналів
Головний редактор Міжнародного електронного журналу «Управління економічними процесами» (Україна),

заступник головного редактора журналу «Маркетинг і менеджмент інновацій» (Україна);

член редколегії наукових журналів, серед яких міжнародні журнали:

«Механізм регулювання економіки» (Україна),

«Сталий розвиток» (Болгарія),

«Політичні преференції» (Польща),

а також журнали:

«Вісник Гродненського державного університету імені Янки Купала. Серія "Економіка» (Білорусь),

«Вісник СумДУ. Серія "Економіка» (Україна), «Підприємництво» (Болгарія), «Вісник Московського державного обласного університету. Серія "Економіка» (Росія), «Енергозбереження. Енергетика. Енергоаудит» (Україна).